# James Thomas Lynn

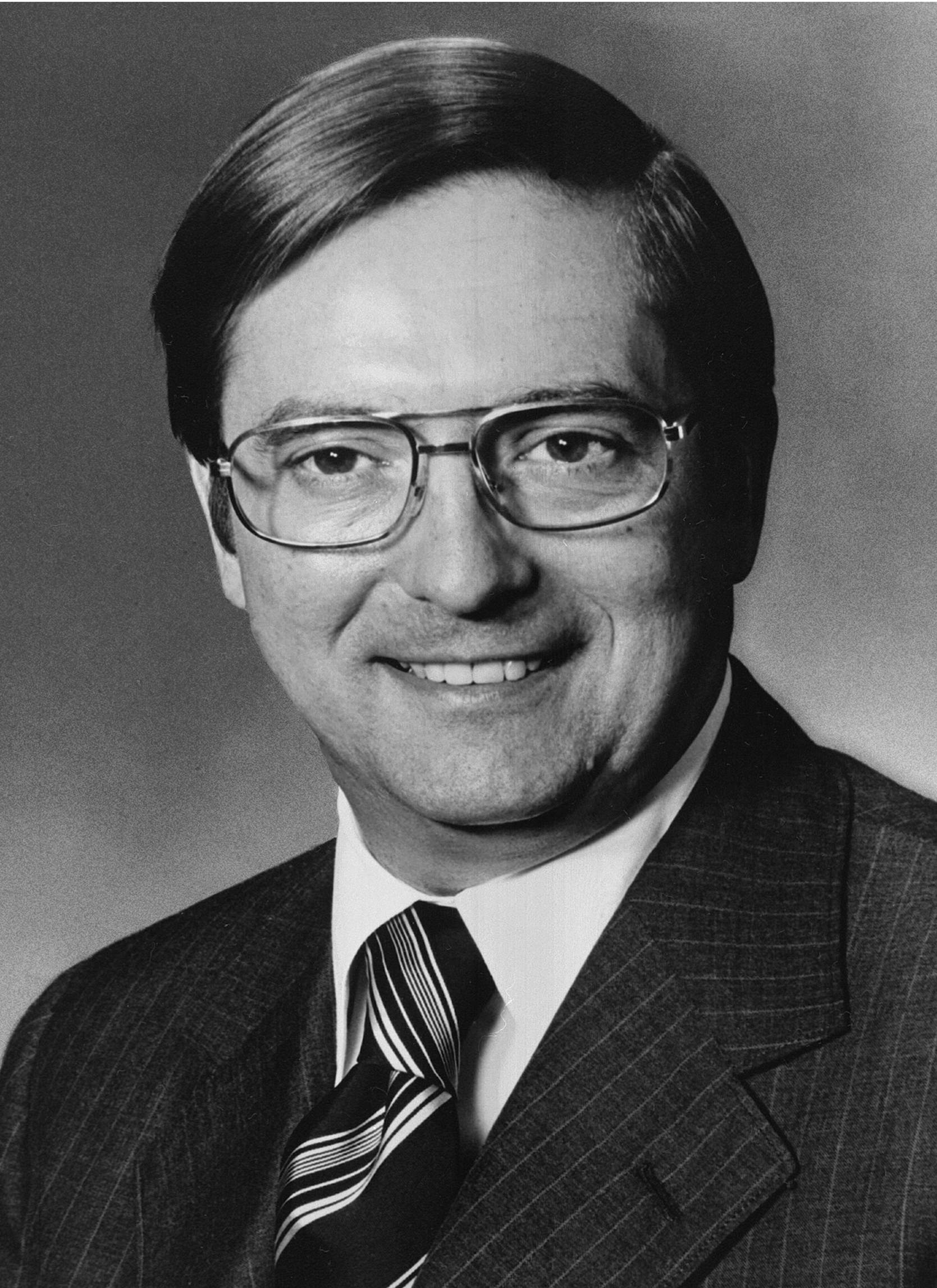
James Thomas Lynn

James Thomas Lynn (* 27. Februar 1927 in Cleveland, Ohio; † 6. Dezember 2010 in Bethesda, Maryland) war ein US-amerikanischer Jurist und Politiker der Republikanischen Partei, der von 1973 bis 1975 als Bauminister der Vereinigten Staaten tätig war.

## Leben
Lynn machte 1948 seinen Abschluss mit summa cum laude an der Western Reserve University; 1951 graduierte er mit magna cum laude von der Harvard Law School. In Harvard gehörte er zur Redaktion der Harvard Law Review. Danach arbeitete er für Jones, Day, Cockley and Reavis, die größte Anwaltskanzlei von Cleveland, bei der er 1960 zum Partner erhoben wurde.
Im Jahr 1969 trat James Lynn in Regierungsdienste, als er zum Leiter der Rechtsabteilung (General counsel) im Handelsministerium ernannt wurde. Zwei Jahre später wurde er Unterstaatssekretär in diesem Ministerium. Am 2. Februar 1973 legte er seinen Amtseid als Bauminister in der Nachfolge von George W. Romney ab. Diesen Posten behielt er auch zunächst nach dem Wechsel im Amt des US-Präsidenten von Richard Nixon zu Gerald Ford, ehe er am 10. Februar 1975 zum Leiter des Office of Management and Budget berufen wurde. Dies blieb er bis zum Ende von Gerald Fords Amtszeit am 20. Januar 1977.
Nach seiner politischen Laufbahn wurde Lynn Vorstandsmitglied des Gesundheitsdienstleisters Aetna; in den 1980er-Jahren stieg er dort zum Präsidenten und Vorsitzenden auf. Seiner Partei diente er noch einmal als General counsel des Republican National Committee im Jahr 1979. Später gehörte er den Leitungsgremien der Konzerne Pfizer und TRW an. Für die Bundesregierung arbeitete er als Mitglied von Kommissionen und Komitees zu Finanz- und Wirtschaftsthemen. Er ist Ehrenmitglied der Brookings Institution.